# Дело Каас
Дело Кааса — длительный судебный казус, произошедший в Франции. Всё началось 5 апреля 1992 года, когда молодая женщина по имени Сильвьан Каас была убита в своем доме, в то время как ее муж и их четверо детей отсутствовали. 

## Судебная ошибка
Сильвьан Каас была убита в своем доме, расположенном в Аннвиль-Амбурвиле (Приморская Сена), днем 5 апреля 1992 года. Она была застрелена из её собственного оружия — винчестера. В это время Андре Каас c детьми пошли в кинотеатр в Руане. По возвращении они обнаружили что у них дома произошло убийство. Труп Сильвиан лежал на втором этаже их дома с телефонным проводом вокруг шеи.
Впоследствии, её муж Андре Каас (р. 20 ноября 1951 года в Марокко) был арестован и обвинён в убийстве своей жены. На момент ареста он был богатым бизнесменом со скандальной личной жизнью. Он имел множество любовниц, его жена также изменяла ему, супруги были свингерами. 
Спустя несколько лет он был освобождён из тюрьмы, а 26 марта 2004 года с него были сняты все обвинения. Каас получил 173 000 евро в качестве компенсации. Реальный убийца Сильвьан Каас не был найден. На тему «дела Каас» было написано несколько книг и снят ряд документальных фильмов.